# Lista Wildsteina

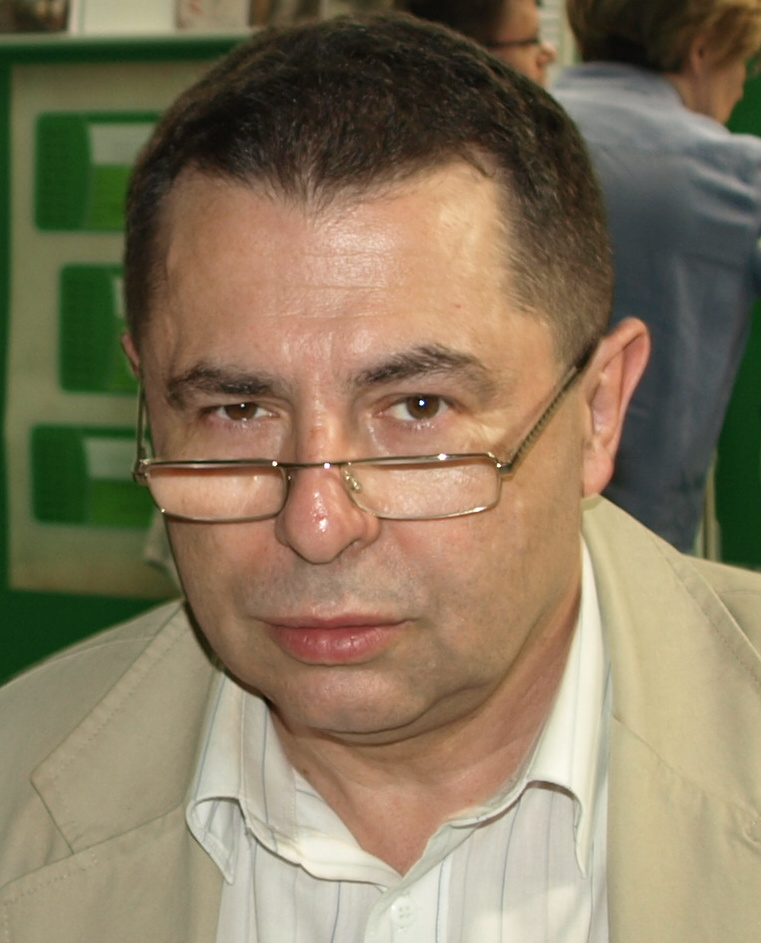
Bronisław Wildstein

Lista Wildsteina – nazwa nadana spisowi imion, nazwisk i pewnych sygnatur, będącemu indeksem katalogowym archiwalnych zasobów akt Instytutu Pamięci Narodowej, po jego wyniesieniu na zewnątrz IPN przez Bronisława Wildsteina, publicystę „Rzeczpospolitej” i rozpowszechnieniu spisu w środowisku mediów, a potem upublicznieniu w internecie na początku 2005 roku.
Początkowo podawano, że lista zawiera około 240 tysięcy nazwisk z imionami, ostatecznie doliczono się ich 162 617 (w tym nie powtarzało się około 120 tys.), z czego 80 458 miało być tzw. osobowymi źródłami informacji służb bezpieczeństwa PRL – świadomych i faktycznych jak i fikcyjnych (lub jak to inaczej określono – nieświadomych). Wydarzenie to, umotywowane przez Wildsteina koniecznością odblokowania lustracji, wywołało wielki wstrząs społeczny i wrzawę medialną, natomiast praktycznie nie wzruszyło sceny politycznej, oprócz wykorzystywania do ataków z różnych stron na IPN i jej ówczesnego prezesa, prof. Leona Kieresa.
Inną listą o podobnym charakterze znaną z historii III Rzeczypospolitej była tzw. Lista Macierewicza, która jednak nie była tak masowa – zawierała wykaz kilkudziesięciu nazwisk.

## Pochodzenia danych z listy
Zgodnie z ustawą IPN przejął zasoby archiwalne i katalog Głównej Komisji Badania Zbrodni przeciwko Narodowi Polskiemu, byłego Ministerstwa Spraw Wewnętrznych z czasów PRL, a także zasoby wojskowych organów bezpieczeństwa użyczone przez instytucje i archiwa wojskowe, oraz właściwe akta z Archiwum Państwowego, sądów, prokuratur i więzień. Zgromadzone w ten sposób zasoby IPN nie były kompletne, gdyż duża ilość materiałów została zniszczona przez służby PRL (około 50–60%, w Gdańsku nawet 80%), a pewna część teczek została zawłaszczona i wywieziona do Rosji (oświadczenie takie prezes IPN złożył w wywiadzie dla „Polityki” przeprowadzonym przez Jacka Żakowskiego).
Po przejęciu zbiorów katalogi zostały zmodyfikowane przez nadanie nowych sygnatur i scalenie dwóch kategorii – funkcjonariuszy z cywilami, czyli tajnymi współpracownikami (TW) oraz kandydatami na TW, przy czym najczęściej były to osoby, które nie wiedziały, że zostały tak zakwalifikowane. Według prof. Andrzeja Friszkego z kolegium IPN było to działanie świadome – aby nikogo nie można było oskarżyć bez bezpośredniej weryfikacji jego teczki.
Odmiennie były katalogowane zasoby przekazane przez instytucje wojskowe i zaklasyfikowane do tzw. zbioru zastrzeżonego, do którego dostęp mieli mieć wyłącznie prezes IPN i Minister Obrony Narodowej. Zbiór zastrzeżony zawierał akta czynnych pracowników wywiadu wojskowego oraz tych, którzy winni byli pozostać anonimowi.
Plik katalogu zbioru niezastrzeżonego w nomenklaturze IPN nazywany bazą danych „Akta osobowe” jako pomoc archiwalna Biura Udostępniania i Archiwizacji Danych (BUiAD) IPN w Warszawie był dostępny do wglądu w warszawskiej czytelni IPN od listopada 2004. Został stworzony zgodnie ze stanowiskiem kolegium IPN z 29 października 2004. Dostęp nie był powszechny, gdyż zgodnie z ustawą o IPN wymagał złożenia wniosku umotywowanego celami naukowo-badawczymi i otrzymania zezwolenia. Według pewnych informacji kolegium IPN rozszerzyło rozumienie tych celów również na cele dziennikarskie.
Katalog dotyczył tylko części teczek – zgromadzonych w warszawskim biurze IPN, czyli ok. 35% zasobów całego Instytutu. Jednocześnie wysocy funkcjonariusze IPN, łącznie z prezesem oceniali, że docelowo, po ukończeniu przejmowania i inwentaryzowania zasobów, katalog miał zawierać do 1,5 mln pozycji – później prof. Andrzej Paczkowski uściślił, że liczba ta dotyczyła łącznie zasobów teczkowych i kartotekowych, dla których teczki nie zachowały się.
Oryginalny plik, jak ustaliła wewnętrzna komisja IPN, był dostępny w różnych miejscach: na komputerze niepodłączonym do sieci i służącym do jego sporządzenia, w sieci BUiAD, na komputerze czytelni IPN (nie jest jasne, czy komputer ten nie był włączony w sieć BUiAD) oraz na komputerach Biura Edukacji Publicznej do użytku służbowego.

## Interpretacja danych
Katalog był opracowany w postaci pliku arkusza kalkulacyjnego Microsoft Excel, czyli w formacie XLS. Jak wynika z ujawnianych podczas wydarzeń informacji, zawierał proste zestawienie pozycji (wierszy), dla których określono cztery informacje (kolumny) charakteryzujące daną teczkę:
| sygnatura       | oznaczenie teczki nadane przez IPN                            |
| nazwisko i imię | imienne wskazanie osoby, której dotyczyła teczka              |
| jednostka       | nazwa jednostki, która wytworzyła bądź przekazała do IPN akta |
| nazwa bazy      | określenie rodzaju akt, do których należała teczka            |

Dwukrotna obecność jednej osoby na liście mogła wynikać z tego, że zewidencjonowano dwie osoby o takich samych danych personalnych, lub że jedna osoba miała założone dwie sprawy – np. rozpracowanie i śledztwo, ale również rozpracowanie, a potem współpraca. Nieobecność na liście oznaczała, że w posiadaniu IPN nie znajdowała się teczka dotycząca danej osoby – teczki nie było lub została zniszczona, albo nie została jeszcze zewidencjonowana.
W katalogu dostępnym w czytelni IPN były widoczne tylko dwie pierwsze kolumny. Pozostałe dwie były ukryte za pomocą standardowego mechanizmu arkusza, co zapewne było uznawane za ochronę danych w nich zawartych. Ochrona taka była iluzoryczna i łatwa do ominięcia.

### Dane z kolumn „odkrytych”
Dane te były dostępne od początku rozpowszechniania listy w internecie, natomiast nie wiadomo czy dostępne przedtem dane w plikach PDF zawierały tylko te dane, czy również dane z kolumn „zakrytych”.

#### Sygnatura
Ujawnione dane ze względu na wyjątkową szczupłość informacji i brak oficjalnych interpretacji IPN nastręczały istotne trudności w ich właściwej interpretacji. Przez pewien czas jedyną dostępną wskazówką była sygnatura, zbudowana według poniższej struktury: IPN BU oznaczenie nr1 / nr2
IPN BU oznaczało Biuro Udostępniania (i Archiwizacji Danych) IPN. Elementy nr1 i nr2 były wyłącznie porządkowe i nie budziły zainteresowania. Natomiast w pierwszym okresie rozpowszechniania listy za kluczowy dla prawdopodobnego rozróżnienia roli hipotetycznie wskazanych osób był uważany element oznaczenie. Niestety jego interpretacja była niejasna, gdyż informacje podawane w internecie nie odwoływały się do jakiejkolwiek podstawy, a publiczne wypowiedzi przedstawicieli IPN były sprzeczne jak podano w poniższej tabeli (wypowiedź prof. Friszkego z 31 stycznia 2005 była też kolportowana w internecie, natomiast prof. Paczkowski podał swoją opinię 9 lutego 2005 wraz z sugestią, że prof. Friszke się myli). W tabeli podane są też inne interpretacje pojawiające się w internecie bez podania źródła.
| oznaczenie | według prof. Friszkego | według prof. Paczkowskiego | brak źródła                 |
| ---------- | ---------------------- | -------------------------- | --------------------------- |
| brak       | –                      | –                          | etatowy pracownik           |
| PF         | –                      | –                          | poufne                      |
| 0          | pracownik              | tajne                      | oficer służb bezpieczeństwa |
| 00         | TW, lub kandydat na TW | ściśle tajne               | –                           |
| 000        | –                      | –                          | tajne specjalnego znaczenia |

Ostatnia wartość elementu oznaczenie – wskazana tylko dla porządku – była podawana w internecie, pomimo tego że ciąg trzech zer wiodących w dostępnych danych nie występował. Ponadto według innych informacji teczki TW i kandydatów na TW oznaczano ówczesną klauzulą tajne specjalnego znaczenia.
Znajomość ww. danych nie uprawniała zatem do wyrokowania, czy dana teczka dotyczy agenta, niemniej wypadki takie miały miejsce.

#### Nazwisko i imię
W większości przypadków podawano tylko jedno imię i nazwisko, dla części przypadków podwójne nazwisko, niekiedy też wskazane były kobiece nazwiska panieńskie. Oznaczało to, że przypisanie ich konkretnej osobie w skrajnych przypadkach masowego rzeczywistego występowania połączenia nazwiska i imienia było nieuprawnione. Jednocześnie drugim skrajnym przypadkiem była możliwość jednoznacznej identyfikacji osób noszących rzadkie lub bardzo rzadkie połączenia nazwiska i imienia.

### Dane z kolumn „zakrytych”
Dane te stały się powszechnie dostępne po opublikowaniu listy (poszerzonej) w serwisie internetowym „Tygodnika Katolicko-Narodowego Głos”. Podana tam interpretacja danych z ostatniej kolumny, w powiązaniu z sygnaturą pozwalała na zidentyfikowanie przypadków, gdy wskazana teczka była przez ówczesne służby bezpieczeństwa założona nie dla pracownika – na liście było 80 458 takich pozycji. Interpretację, że jednoznacznie wskazuje to akta TW (lub kandydata na TW) zdecydowanie podważał w Sejmie prof. Kieres.
Jednocześnie kolportowana w internecie informacja, że kolumny te zawierały oryginalne, tzw. „ubeckie” sygnatury była niewiarygodna, gdyż IPN nie mógł przejąć katalogu byłych służb bezpieczeństwa w postaci pliku XLS.

#### Jednostka
Dane z tej kolumny były porządkowe, nie miały znaczenia dla różnicowania pozycji, i miały poniższe wartości:
- KBW – Korpus Bezpieczeństwa Wewnętrznego,
- CSP,
- Departament II,
- JW z jej numerem i niekiedy miasto,
- KW MO z nazwą miasta,
- MSW – Ministerstwo Spraw Wewnętrznych,
- MSW mikrofilmy,
- NJW – Nadwiślańskie Jednostki Wojskowe Ministerstwa Spraw Wewnętrznych,
- NJW Dowództwo,
- NJW z nazwą miasta,
- NJW JW z jej numerem,
- SUSW – Stołeczny Urząd Spraw Wewnętrznych,
- WSI – Wojskowe Służby Informacyjne,
- WUBP z nazwą miasta,
- WUSW z nazwą miasta – Wojewódzki Urząd Spraw Wewnętrznych,
- były też pozycje bez podania jednostki.

#### Nazwa bazy
Te dane stały się kolejnymi kluczowymi dla w miarę prawdopodobnej klasyfikacji pozycji. Występowały w zasadzie trzy wartości (jedna pozycja nie miała podanej nazwy bazy):
- akta osobowe
- jedynki akta
- jedynki MKF

Pierwsza wartość wskazywała teczkę pracownika służb specjalnych – oficerów, funkcjonariuszy i osób cywilnych, oraz żołnierzy Nadwiślańskiej Jednostki Wojskowej, a więc nie agentów. Natomiast słowo jedynki było opisowe i wskazywało, że na zestawie dokumentów jego oryginalny numer był łamany przez jedynkę rzymską dla teczki papierowej lub arabską dla mikrofilmu. Ponieważ taka konwencja była niejednoznaczna, to dodawano kolejne słowo opisowe – akta dla teczki papierowej i MKF dla mikrofilmu. Numery akt byłych służb bezpieczeństwa łamano przez cyfrę I lub 1 w przypadku:
- tajnych współpracowników
- kandydatów na tajnych współpracowników
- innych kategorii tzw. osobowych źródeł informacji
- kwestionariuszy ewidencyjnych.

Powyższy fakt podważał możliwość ostatecznego kwalifikowania pozycji na poszerzonej liście jako wskazującej bądź nie agenta.

## Sposób wycieku
Niejasna jest kwestia sposobu uzyskania listy z IPN. Bronisław Wildstein odmawiał – ze względu na tajemnicę dziennikarską – podania takich informacji oprócz tego, że lista była do wglądu dla każdego na ekranie komputerów czytelni BUiAD. Pojawiały się więc domysły, że skopiował on plik na zewnętrzny nośnik w trakcie pobytu w czytelni. Ze względu na ujawniony przez generalnego inspektora ochrony danych osobowych dr Ewę Kuleszę fakt usunięcia możliwości obsługi zewnętrznych nośników w czytelni dopiero 4 stycznia 2005 prawdopodobne wydaje się skopiowanie pliku na dyskietki. Wersja o skopiowaniu na pendrive była konsekwentnie dementowana, w tym przez prezesa IPN. Niezależnie i w analogiczny sposób mógł tego dokonać w listopadzie 2004 prof. Marek Jan Chodakiewicz, na stałe zamieszkały w USA. Wewnętrzna komisja IPN po ustaleniu miejsc występowania pliku wskazała pośrednio, że w wycieku mogli pomagać lub być jego sprawcami pracownicy IPN, w tym informatycy, zwłaszcza administratorzy sieci.

## Kwestia integralności danych
Ze względu na fakt, iż pliki elektroniczne listy kolportowane bezpośrednio w formacie PDF, a potem w internecie w formacie HTML, nie zostały w jakikolwiek sposób zabezpieczone przed zmianą zawartości, nawet dość trywialnym sposobem skrótów (sum kontrolnych) MD5, to można je było w dowolny sposób przetwarzać i nie było pewności, że stanowiły wierne kopie danych faktycznie uzyskanych przez Wildsteina. Szybko zanotowano przypadki fałszowania listy, która zaczęła żyć własnym życiem i była modyfikowana przez inne osoby.
Dopiero poszerzona lista opublikowana w serwisie internetowym „Tygodnika Katolicko-Narodowego Głos” miała zabezpieczenie integralności i zgodności ze źródłem (niekoniecznie było to źródło w IPN) w postaci skrótów MD5.

## Motywy wyniesienia i upublicznienia listy
Bronisław Wildstein, znany z łamów „Rzeczpospolitej” ze swych prawicowych poglądów, zdecydowanie propagował tezę, iż do działań takich zmusiło go zablokowanie procesu lustracji. Jednocześnie deklarował, że lista przez niego kolportowana była przeznaczona wyłącznie dla dziennikarzy, a nie – choć zastanawiał się nad tym – do upubliczniania w internecie. Cały czas też stanowczo powtarzał, że lista nie jest listą agentów i że tak została nazwana wyłącznie przez „Gazetę Wyborczą”.
Według deklarowanych intencji ujawnienie listy dziennikarzom miało pomóc im w imieniu społeczeństwa w skutecznym domaganiu się ujawniania danych o byłych agentach, a pośrednio zmusić polityków do oczyszczenia z nich sceny politycznej. Nadrzędnym celem miało być udostępnienie społeczeństwu jego własności (danych) i poznanie prawdy o swojej najnowszej historii.
Jednocześnie negując w związku z wyciekiem atakowanie IPN i jego prezesa, twierdził, że fakt ten umożliwi zwiększenie finansowania Instytutu i przyśpieszenie odtajnienia akt.

## Reperkusje wydarzenia
Wbrew deklarowanym publicznie intencjom red. Wildsteina lista w dobie internetu szybko stała się szeroko znana. Jednocześnie niezależnie od intencji sprawcy czy publikacji prasowych, pomimo znanego, specjalistycznego i fragmentarycznego charakteru danych, potocznie była odbierana jako lista agentów. Na liście były pozycje wskazujące na takie osoby, jak:
- mec. Krzysztof Piesiewicz
- prof. Jadwiga Staniszkis
- prof. Andrzej Paczkowski, który przeszedł procedurę lustracyjną i miał status pokrzywdzonego
- Zbigniew Gluza, szef Ośrodka Karta
- zmarły prof. Tomasz Strzembosz
- prof. Wiesław Chrzanowski, który przeszedł procedurę lustracyjną i miał status pokrzywdzonego
- publicysta Konstanty Gebert (Dawid Warszawski)
- były redaktor naczelny „Rzeczpospolitej” Maciej Łukasiewicz
- zmarły generał Mieczysław Moczar, minister spraw wewnętrznych PRL
- generał Marek Dukaczewski, szef WSI
- członkowie najbliższej rodziny prezesa IPN, prof. L. Kieresa

Pojawiły się też informacje o ujawnieniu na liście czynnych agentów służb specjalnych III Rzeczypospolitej, co było początkowo potwierdzane, a później dementowane.
Oprócz znanych osób w niektórych społecznościach lokalnych tropiono i piętnowano tzw. agentów na podstawie zbieżności nazwiska i imienia. Działania takie były określane mianem dzikiej lustracji. Sytuacja powodowała wiele dramatów osobistych. Jednym ze znanych przypadków było żądanie ustąpienia z takiego powodu wójta gminy Zaleszany koło Stalowej Woli.
Wywołało to składanie w masowej skali wniosków do IPN o stwierdzenie na podstawie danych akt, czy dana wnioskująca osoba była czy nie była na ujawnionej liście, co dla niektórych było uzyskaniem tzw. świadectwa moralności. Dokument taki w razie potwierdzenia, że wnioskodawca był na liście (innych stwierdzeń IPN, niebędący sądem lustracyjnym, podać nie mógł), nie świadczył, że był on jednocześnie agentem. Ponadto zgodnie z orzeczeniem Trybunału Konstytucyjnego w sprawie wykładni ustawy lustracyjnej: za tajnego współpracownika może być uznany tylko ten, kto nie tylko wyraził wolę współdziałania, lecz prowadził także faktyczne działania świadomie urzeczywistniające podjętą współpracę.
Nagły napływ wniosków zmusił rząd do nadzwyczajnego dofinansowania IPN z rezerwy budżetowej kwotą 2 mln zł. Niedługo przed opisywanymi wydarzeniami ze strony lewicowych senatorów (SLD) – prof. Marii Szyszkowskiej i Ryszarda Jarzembowskiego – padały żądania radykalnego zredukowania budżetu IPN.
Jednocześnie ze znacznym nasileniem wystąpiły ataki głównie na prezesa IPN, prof. Leona Kieresa. Pochodziły one z dwóch stron sceny politycznej – lewicowej oraz narodowo-katolickiej skupionej wokół Radia Maryja.

## Oceny wydarzenia
Sytuacja związana z ujawnieniem listy była oceniana niejednoznacznie. Po początkowym okresie gorączkowej ciekawości zaczęto akcentować negatywne i dramatyczne skutki ujawnienia listy, możliwości napiętnowania niewinnych ludzi. Jedną z opinii było stwierdzenie Konstantego Geberta, znajdującego się na liście, iż red. Wildstein za swój czyn będzie się smażył w piekle. Diametralnie inne opinie głosił poseł Jarosław Kaczyński, który w debacie sejmowej nawoływał prof. Kieresa do poczucia dumy z dzieła przez niego kierowanego, a rolę red. Wildsteina widział w perspektywie moralnej rewolucji możliwej dzięki współczesnym możliwościom technicznym, głównie internetowi.
Według badań opinii publicznej (CBOS) ogłoszonych 21 lutego 2005 roku prawie 50% respondentów określiło, że dobrze się stało, iż lista została upowszechniona.
Reakcja sceny politycznej była mocno zróżnicowana. Cała lewicowa jej część atakowała Wildsteina, jak też prezesa Kieresa za – według ich oceny – umożliwienie wycieku. Część centrowo-prawicowa podzieliła się – środowiska Unii Wolności i Platformy Obywatelskiej zachowywały wstrzemięźliwość, środowisko Prawa i Sprawiedliwości wspierało ujawnienie listy, lustrację i IPN, natomiast środowiska Radia Maryja, popierając ujawnienie listy, atakowały IPN za – jak uważały – wstrzymywanie i blokowanie lustracji.

## Przebieg wydarzeń
29 października 2004
- Kolegium IPN przyjmuje stanowisko w sprawie dostępu do tzw. pomocy inwentarzowych; zgodnie z nim na komputerach czytelni w warszawskiej siedzibie zostaje umożliwiony wgląd do zawartości odpowiedniego pliku w formacie xls; plik zawiera dane w czterech kolumnach, z których dwie są ukryte, co jest wyjątkowo nieskutecznym zabezpieczeniem

listopad 2004
- Według późniejszych oświadczeń prof. Chodakiewicz wynosi kopię katalogu z czytelni

koniec roku 2004
- Lista jest w posiadaniu m.in. redakcji „Rzeczpospolitej”, która nie decyduje się na jej opublikowanie ani nawet ujawnienie jej istnienia (według oświadczenia redaktora naczelnego G. Gaudena z 31 stycznia 2005 r.)

4 stycznia 2005
- Komputery w czytelni zostają pozbawione istniejącej do tej pory możliwości kopiowania zbiorów na nośniki zewnętrzne; według późniejszych zapewnień możliwości pracy z nośnikami danych w postaci pamięci flash (pendrive) nie miały nigdy

6 stycznia 2005
- Prezes IPN, prof. Leon Kieres w radio Tok FM w rozmowie z Katarzyną Kolendą-Zaleską ujawnia planowaną masową akcję podawania nazwisk agentów i donosicieli odnotowanych w teczkach osób pokrzywdzonych i określa to mianem wielkiego przełomu w procesie poznawania PRL-u.

dwa ostatnie tygodnie stycznia 2005
- W warszawskim środowisku dziennikarskim zaczyna krążyć udostępniona przez B. Wildsteina i określana jako wyniesiona z IPN lista ubeków i tajnych współpracowników

21 stycznia 2005
- B. Wildstein w TVN24 w programie „Prześwietlenie” po raz pierwszy publicznie oświadcza, że jest sprawcą listy oraz że nie jest to lista TW

25 stycznia 2005
- B. Wildstein w radiu RMF FM ponawia powyższe oświadczenia (oba przypadki Wildstein opisał w swoim artykule w „Rzeczpospolitej” 31 stycznia)

29 stycznia 2005
- Gazeta Wyborcza w artykule red. Wojciecha Czuchnowskiego Ubecka lista krąży po Polsce szeroko ujawnia fakt kolportowania listy, na której figuruje ok. 240 tysięcy nazwisk (lista ma mieć postać siedmiu plików tekstowych o łącznej objętości 4131 stron, z 58 pozycjami na każdej); członek Kolegium IPN, prof. Andrzej Friszke przyznaje, że spis został wyniesiony przez dziennikarza bez wiedzy i zezwolenia IPN; w artykule nie pada nazwisko red. Wildsteina
- Zostaje zarejestrowany program red. Jacka Żakowskiego Summa zdarzeń (TVP) z udziałem B. Wildsteina, komentatora Życia Warszawy Romana Kurkiewicza, prof. L. Kieresa, prof. A. Friszkego i prof. J. Staniszkis; kilka godzin przed nagraniem red. Żakowski informuje prof. Staniszkis, że jest na liście, a bezpośrednio przed nagraniem prof. Friszke wyjaśnia, że przeglądał jej teczkę – zawartość upoważniła go do stwierdzenia, iż była wytypowana na tajnego współpracownika bez jej wiedzy i że może wystąpić o status pokrzywdzonej

30 stycznia 2005
- W wyemitowanym tego dnia ww. programie zostaje ujawnione, że na liście jest zarejestrowana prof. Staniszkis, która potwierdza to, podaje ww. fakty i mówi o swoim szoku, wściekłości i poczuciu bezradności pomimo przypadkowego wsparcia od prof. Friszkego; B. Wildstein broni swojego postępowania, atakuje „Gazetę Wyborczą” za określenie ubecka lista oznaczające jego zdaniem próbę zastraszenia zwolenników lustracji, oskarża red. Żakowskiego o sprzyjanie takiej postawie, bagatelizuje możliwość pomówienia niewinnych osób, a także oznajmia, że zastanawiał się nad opublikowaniem listy w internecie, ale jeszcze na to się nie zdecydował; prezes Kieres i prof. Friszke stanowczo oświadczają, że lista nie zawiera wyłącznie nazwisk agentów, oraz że docelowo na liście źródłowej będzie ok. 1,5 mln nazwisk, z dezaprobatą też oceniają działanie red. Wildsteina, ponadto wykluczają możliwość skopiowania zbioru z komputera w czytelni, tym niemniej red. Żakowski na zakończenie stwierdza, że zbiór wykopiowano na napęd piórkowy (pendrive).

31 stycznia 2005
- Prof. Staniszkis oświadcza, że pomimo swoich osobistych odczuć popiera działania red. Wildsteina, który z kolei atakuje red. Żakowskiego zarzucając mu manipulację tym przypadkiem.
- Prezes IPN, prof. Kieres w wywiadzie udzielonym „Rzeczpospolitej” oświadcza, że lista była jawna, dostępna dla wszystkich, służyła jako materiał poznawczy i inwentaryzacyjny całości zasobów IPN, i w związku z tym nazwanie jej listą agentów czy ubecką uznaje za skandal wywołujący u niego poczucie głębokiego zawodu warszawskimi elitami, zapowiada też powołanie do 2 lutego specjalnej komisji IPN do zbadania wycieku listy.
- „Rzeczpospolita” publikuje oświadczenia jej redaktora naczelnego Grzegorza Gaudena, w którym zawarta jest dość powściągliwa ocena działań red. Wildsteina i jego (...) uczynku podjętego na własną rękę, bez wiedzy redakcji (...).

1 lutego 2005
- „Gazeta Wyborcza” informuje, że poprzedniego dnia kierownictwo „Rzeczpospolitej stosunkiem głosów 7:3 podjęło decyzję o rozwiązaniu z red. Wildsteinem umowy o pracę za porozumiem stron (następnego dnia gazeta zdementowała informację o głosowaniu informując, że decyzję podjął G. Gauden osobiście po konsultacji z kolegium, które w większości było za zwolnieniem); Wildstein w TVN 24 zapowiada pozwanie redaktora naczelnego „Rzeczpospolitej” do sądu.
- W internecie w kilku miejscach na stronach WWW oraz na ed2k zostają szeroko udostępnione spisy w formacie html zawierające pozycje składające się z dwóch danych – sygnatury IPN oraz imienia i nazwiska, podawane jako lista Wildsteina, co do czego szybko pojawiły się zasadne wątpliwości. Dość szybko też okazuje się, że zawierają niewiele ponad 160 tys. pozycji zamiast anonsowanych początkowo 240 tys. Pojawiają się jednocześnie informacje, że większość adresów bardzo szybko staje się nieaktywna w wyniku blokad tych stron, nie jest jednak podawane kto i jak te strony blokuje, być może tak jest kwalifikowany fakt przeciążenia tych adresów.
- Rzecznik Praw Obywatelskich prof. Andrzej Zoll stwierdza: (...) Upublicznienie przez przedstawiciela „czwartej władzy” określonych materiałów IPN musi budzić mój zasadniczy sprzeciw. (...) Nie mam żadnych wątpliwości, że w konkretnej sytuacji, skoro na jednej liście znajdują się nazwiska funkcjonariuszy i współpracowników aparatu przemocy totalitarnego państwa obok ofiar tego systemu, rozpowszechnianie i upublicznianie takiej listy jest niedopuszczalne. (...) W tej sytuacji czuję się zmuszony zaapelować do przedstawicieli mediów, by nie usiłowali zastępować organów ustawowo umocowanych do załatwiania określonych spraw, w tym przypadku IPN, Rzecznika Interesu Publicznego oraz sądu lustracyjnego. (...).

2 lutego 2005
- Bronisław Wildstein otrzymuje wypowiedzenie z pracy; według informacji Gazety Wyborczej przeszło 90 członków zespołu redakcyjnego „Rzeczpospolitej” wnioskowało o cofnięcie zwolnienia.
- Generalny Inspektor Ochrony Danych Osobowych rozpoczyna kontrolę w Instytucie Pamięci Narodowej.
- Kolegium IPN, organ doradczy i opiniodawczy Instytutu, ogłasza stanowisko wobec – jak to określa – incydentu z bazą danych „Akta osobowe”. Wyraża ono pełne zaufanie dla prezesa IPN, potwierdza konieczność udostępniania w trybie przyśpieszonym materiałów archiwalnych osobom pokrzywdzonym występującym w kolportowanych kopiach bazy, a także wyraża oczekiwanie przedstawienia przez zespół wewnętrzny do końca marca 2005 projektu nowelizacji ustawy o IPN.
- Poseł PiS Ludwik Dorn oznajmia o konieczności pilnego dofinansowania IPN.
- „Lista Wildsteina” staje się najczęściej wyszukiwanym hasłem w polskim internecie – detronizuje najpopularniejsze do tej pory „Miriam” (reality show) i „seks filmy”.

3 lutego 2005
- W obronie red. Wildsteina przed redakcją „Rzeczpospolitej” w ponad 200 osobowej pikiecie występują między innymi reżyser Krzysztof Krauze, satyryk Jan Pietrzak, publicysta Grzegorz Górny, poseł PiS Artur Zawisza, red. Krzysztof Skowroński. Poparcie wyrażają m.in. Ryszard Bugaj, Paweł Kukiz, Michał Lorenc, Cezary Michalski, Paweł Milcarek, Jan Pospieszalski, Maciej Rybiński, Jarosław Marek Rymkiewicz, Piotr Semka, Piotr Skwieciński, Rafał Ziemkiewicz.

4 lutego 2005
- Warszawska prokuratura zapowiada przeprowadzenie postępowania w sprawie listy Wildsteina i jej wydostania się poza IPN. Ma ono wyjaśnić, czy nie doszło do naruszenia ustawy o ochronie danych osobowych.
- Ekspert rządowy Wacław Zimny, współautor ustawy o ochronie danych osobowych, stwierdza w „Trybunie”, że jego zdaniem, Wildstein złamał prawo i może grozić mu kara grzywny, ograniczenia wolności lub pozbawienia wolności do 2 lat. „Trybuna” donosi również, że generalny inspektor ochrony danych osobowych Ewa Kulesza powinna ścigać za złamanie ustawy nie tylko Wildsteina, ale też IPN, który nie uchronił listy nazwisk przed wyciekiem.

5 lutego 2005
- Dziennik „Trybuna” podaje, że lista dostępna w internecie zawiera dane czynnych agentów WSI, co jest początkowo dementowane przez szefa WSI gen. Marka Dukaczewskiego.

9 lutego 2005
- Prezes Leon Kieres informuje, iż w wewnętrznym dochodzeniu IPN za najbardziej prawdopodobne uznano wyniesienie listy przez albo przy współpracy pracownika IPN – Bronisław Wildstein oświadcza, że nikt mu nie pomagał.
- W programie Moniki Olejnik „Prosto w oczy” (TVP1) szef WSI gen. Marek Dukaczewski potwierdza fakt występowania na liście informacji stanowiących tajemnicę państwową, m.in. swojego nazwiska, czynnych agentów, oficerów na początku lat 90. XX w. rozpracowujących środowiska przestępcze oraz pewną ilość cudzoziemców (głównie Arabów), w związku z czym używa określenia lista wyroków.

10 lutego 2005
- IPN składa doniesienie do prokuratury o nielegalnym skopiowaniu i przekazaniu bazy danych tej instytucji. Jak oświadcza prezes Kieres, wewnętrzne śledztwo nie było w stanie stwierdzić, kto jest odpowiedzialny za ten czyn.

12 lutego 2005
- W 6 numerze „Tygodnika Katolicko-Narodowego Głos” pojawiają się poszerzone wersje listy w formacie pdf i xls, podające dla każdej pozycji dwie dodatkowe dane określające dla teczki nazwę jednostki pochodzenia oraz rodzaj bazy archiwalnej. Listy zawierają taką sama ilość pozycji co listy w formacie html, natomiast mają podane sumy kontrolne md5. Prowadzący tygodnik poseł Antoni Macierewicz twierdzi, że zbiory pochodzą z IPN.

14 lutego 2005
- Gazeta Wyborcza informuje, że lista opublikowana w tygodniku „Głos” funkcjonowała w wewnętrznej sieci IPN, oraz że komisja IPN badająca incydent nie brała pod uwagę możliwości wycieku wersji rozszerzonej.

15 lutego 2005
- „Gazeta Wyborcza” i „Rzeczpospolita” cytują stwierdzenie prezesa IPN, że w obu przypadkach źródłem był zbiór w formacie xls, dostępny w warszawskiej czytelni IPN z ukrytymi dwoma kolumnami. Podano również, że pierwotnie kolportowane były pliki pdf utworzone 4 stycznia (tzw. pdf-y Wildsteina), a plik xls gazety „Głos” był utworzony 12 stycznia. Pojawiła się sugestia, że dodatkowe dane pozwalają z liczby ok. 162 tys. pozycji odsiać 80458 „osobowych źródeł informacji” – TW i kandydatów na TW.

16 lutego 2005
- Na niejawnym posiedzeniu sejmowej komisji ds. służb specjalnych są obecni szefowie tych służb – według informacji ujawnionych po posiedzeniu wcześniejsze medialne oświadczenia gen. Dukaczewskiego o istnieniu na liście danych aktywnych agentów nie zostały podtrzymane; przewodniczący komisji oświadcza, że należy zbadać powody, którymi kierował się generał Dukaczewski rozpowszechniając takie informacje.

18 lutego 2005
- Prezes IPN Leon Kieres, w wystąpieniu w Sejmie, przeprasza osoby poszkodowane wyciekiem listy Wildsteina z Instytutu, jednocześnie ujawnia wyniki pracy wewnętrznej komisji ds. wycieku
Bronisław Wildstein komentując to wystąpienie stwierdza, iż: Panu Kieresowi wolno przepraszać każdego, ale powinna to przede wszystkim zrobić »Gazeta Wyborcza«, która rozpętała histerię, pisząc o rzekomej »ubeckiej liście«.
- Generalny Inspektor Ochrony Danych Osobowych, dr Ewa Kulesza referuje w Sejmie rezultaty kontroli w IPN i zarzuca istnienie w Instytucie rażących zaniedbań, co umożliwiło wyciek; w odpowiedziach na pytania posłów stwierdza, że red. Wildstein złamał przepisy ustawy o ochronie danych osobowych, co jest zagrożone karą pozbawienia wolności.
- Prof. Kieres zdecydowanie polemizuje z tezą dr Kuleszy o podległości IPN ustawie o ochronie danych osobowych, jednocześnie ujawnia, iż w sytuacji obecności list w internecie, będąc całym sercem za ogłoszeniem listy autoryzowanej przez IPN nie mógł tego zrobić w świetle obowiązującego prawa.

20 lutego 2005
- Dziennik „Fakt” podaje oświadczenie prof. Chodakiewicza, że to on w listopadzie 2004 wyniósł listę, a nie Wildstein, który z kolei nie wyklucza tego, że Chodakiewicz mógł to zrobić niezależnie, ale zdecydowanie podtrzymuje swój udział.

25 lutego 2005
- Warszawska prokuratura wszczyna śledztwo w związku z listą Wildsteina. Śledztwo prowadzone jest w tej fazie nie przeciwko komuś, lecz „w sprawie” i ustalenie, kto w IPN skopiował listę katalogową, chronioną tajemnicą służbową IPN oraz kto udostępnił ją osobie spoza IPN.

21 lutego 2006
- Śledztwo zostało umorzone. Prokuratura nie zdołała wykryć, kto udostępnił dziennikarzowi listę. Nie znaleziono też znamion przestępstwa w dwóch innych powiązanych wątkach: niezgłoszenia bazy danych do rejestracji przez GIODO oraz niedopełnienia obowiązku ochrony danych osobowych.

### Lista w Internecie
- Przykładowa wersja listy podstawowej i poszerzonej: http://lista.atspace.org/
- Przykładowa wersja listy poszerzonej: https://web.archive.org/web/20060615202700/http://glos.com.pl/lista_ipn.html